# Monika Płatek

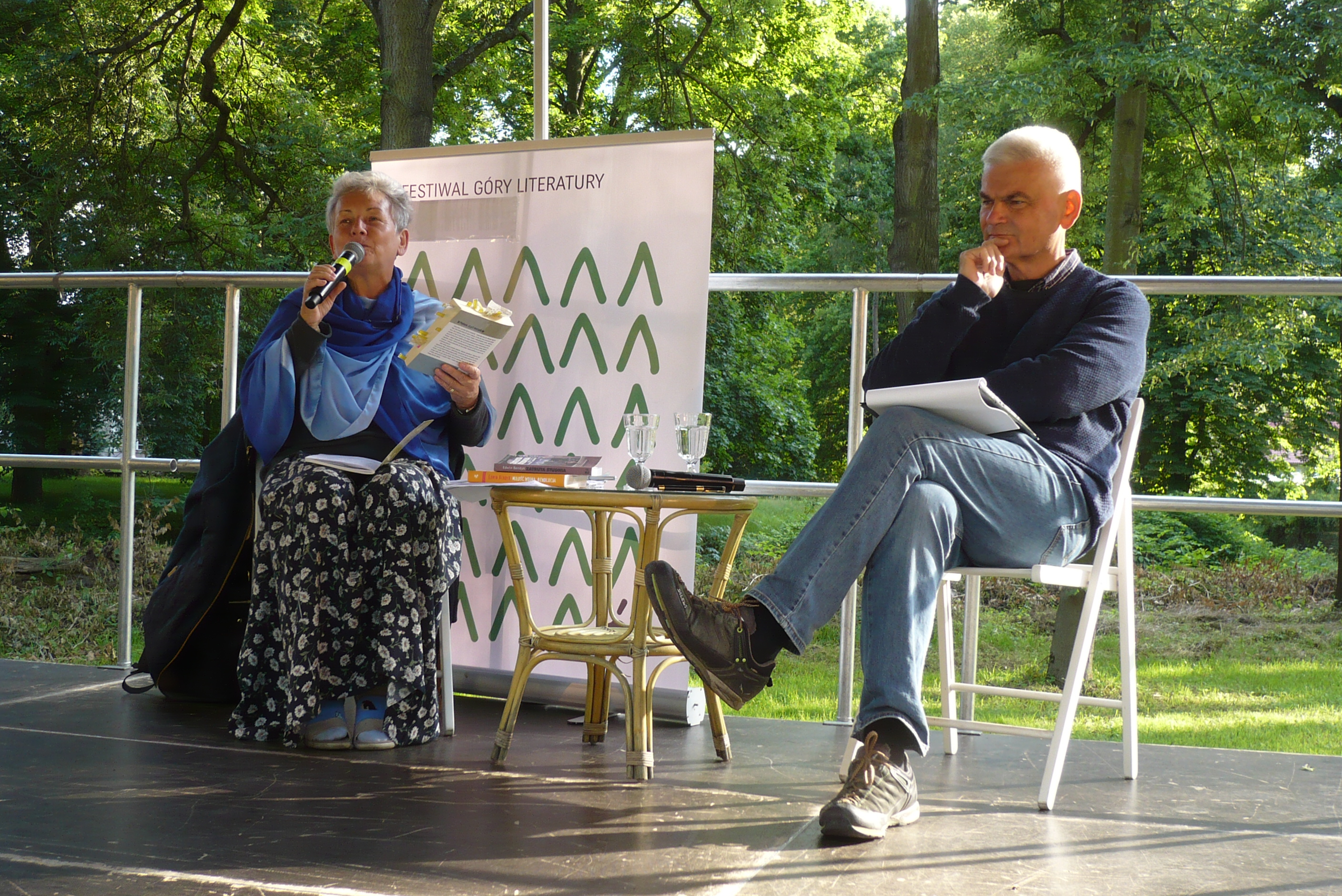
Monika Płatek i Edwin Bendyk, VI Festiwal Góry Literatury, pałac w Sarnach (2020)

Monika Stanisława Płatek (ur. 3 maja 1953) – polska prawniczka i nauczycielka akademicka, doktor habilitowana nauk prawnych, profesor uczelni na Uniwersytecie Warszawskim; feministka.

## Życiorys
W 1976 ukończyła studia prawnicze na Wydziale Prawa i Administracji Uniwersytetu Warszawskiego. Tamże uzyskiwała kolejne stopnie naukowe: w 1982 w oparciu o rozprawę pt. Przyczyny niepowodzenia okresu próby przy warunkowym przedterminowym zwolnieniu stopień doktora nauk prawnych ze specjalnością w zakresie kryminologii i prawa karnego wykonawczego, a w 2008 na podstawie dorobku naukowego i pracy pt. Systemy penitencjarne państw skandynawskich na tle polityki kryminalnej, karnej i penitencjarnej stopień doktora habilitowanego nauk prawnych w tej samej specjalności; ponadto w 1978, po ukończeniu aplikacji przy Sądzie Wojewódzkim w Warszawie, zdała egzamin sędziowski.
W 1976 została zatrudniona w Zakładzie Kryminologii w Instytucie Prawa Karnego na Wydziale Prawa i Administracji UW. W 2008 objęła stanowisko profesora nadzwyczajnego UW (od 2019 profesora uczelni). W latach 1997–2000 pełniła funkcję zastępczyni dyrektora Instytutu Prawa Karnego.
Odbywała staże naukowe i studia postdoktoranckie, m.in. na Uniwersytecie w Oslo (1984), jako profesor wizytujący wykładała na uczelniach w Danii, Litwie i Stanach Zjednoczonych. Otrzymywała stypendia naukowe: Max-Planck-Institut für Ausländisches und Internationales Strafrecht (1992), Programu Fulbrighta (1992–1993), Maison des sciences de l’homme (1995), Jean-Monnet (1997).
Jej działalność naukowa i społeczno-polityczna koncentruje się na takich dziedzinach jak prawo karne wykonawcze, prawa człowieka, w tym prawa kobiet, penitencjarystyka, kryminologia, wiktymologia, penologia, psychologia społeczna, gender studies, mediacja, sprawiedliwość naprawcza i socjologia prawa.
Jest założycielką (1994) i długoletnią prezeską Polskiego Stowarzyszenia Edukacji Prawnej. Zasiadła także w radzie programowej fundacji Panoptykon. Była pełnomocniczką rzecznika praw obywatelskich do spraw praw ofiar przestępstw (2002–2006), a także ekspertką ds. prawnych komisji sejmowych, Open Society Institute i Rady Europy.
W 2015 kandydowała do Senatu z ramienia Zjednoczonej Lewicy, zajmując 4. miejsce spośród 6 kandydatów w okręgu. W 2017 została członkinią rady programowej Archiwum im. Wiktora Osiatyńskiego. W 2019 kandydowała do Parlamentu Europejskiego z listy partii Wiosna Roberta Biedronia, nie uzyskując mandatu.
Od czerwca do listopada 2020 prowadziła autorską audycję na antenie rozgłośni Halo.Radio.

## Życie prywatne
Jej przyrodni brat Jerzy urodził się w KL Auschwitz, gdzie jej matka Maria Wiśniewska trafiła po powstaniu warszawskim. Ojciec Zdzisław Płatek brał udział w wojnie obronnej w 1939 i trafił do niemieckiej niewoli podczas bitwy nad Bzurą; po wojnie był pracownikiem cywilnym MON. Dziadek ze strony ojca Henryk Płatek zginął w KL Auschwitz; w trakcie wojny zginęła też część rodzeństwa Zdzisława Płatka, w tym jego brat Bogdan podczas powstania warszawskiego.
Zamężna z Krzysztofem Pawłowskim, filozofem, autorem książek popularnonaukowych, pracownikiem naukowym i działaczem społecznym. Mają dwie córki: Marię i Natalię.

## Odznaczenia
W 2012, za działalność na rzecz przemian demokratycznych w Polsce, za osiągnięcia w pracy zawodowej i społecznej, prezydent Bronisław Komorowski odznaczył ją Krzyżem Kawalerskim Orderu Odrodzenia Polski.

## Inne wyróżnienia i nagrody
- Złoty Telefon – Honorowa Odznaka Niebieskiej Linii za przeciwdziałanie przemocy w rodzinie (2003)
- Złote Odznaczenie za pracę na rzecz reform penitencjarnych przyznane przez Służbę Więzienną (2001)
- Odznaczenie za zasługi w dziele reform przyznane przez Litewską Służbę Penitencjarną (1998)
- Nagroda rektora UW za osiągnięcia naukowe (1983, 1996, 2004, 2006)
- Nagroda Dziekana Wydziału Prawa UW za osiągnięcia dydaktyczne (1990)

## Wybrane publikacje
Polskojęzyczne
- Karnoprawne modele przeciwdziałania przemocy, w: Archiwum Kryminologii, Tom XXIX–XXX, PAN, Warszawa 2009, s. 601–616.
- Granice racjonalnej polityki karnej i penitencjarnej, w: Prawo, a polityka, Liber, Warszawa 2007, s. 323–350.
- Systemy Penitencjarne Państw Skandynawskich, WPiA UW, Warszawa 2007.
- Rzecz o bezpieczeństwie kobiet w prawie karnym, w: Czarna księga kobiet, red C. Osckrent, WAB, Warszawa, 2007, s. 641–654.
- Miejsce kobiety w prawie w ujęciu historycznym, w: Wizerunki kobiet i mężczyzn w kulturze, red. E. Durys, E. Ostrowska, Rabid, Kraków 2005, s. 421–435.

Obcojęzyczne
- Partial justice. On collateral consequences of imprisonment, w: Ikke kun straf … Festskrift til Vagn Greve, red. T. Elholm & al., Jurist- og Økonomforbundets Forlag, Kopenhaga 2008, s. 519–530.
- Socio-Legal Aspects of Child Abuse Prevention, w: Creative Child Advocacy. Global Perspectives, red. V. Kumari, S. Brookes, Sage, Nowe Delhi 2004, s. 247–285.
- On the margin of Life: Women’s Imprisonment in Poland, w: Harsh Punishment. International Experiences of Women’s Imprisonment, red. S. Cook, S. Davies, Northeastern University Press, Boston 2000, s. 160–172.
- Virgins, Housewifes and ladies of the night: The situation of women in Poland, w: Europe in transition: past trends and future perspective, red. M. Płatek, K. Bajończyk, B. Błońska, PSEP, Warszawa 1999, s. 93–113.
- Penal Practice and Social Theory in Poland Before and After the Events of 1989, w: Comparing Prison Systems. Towards Comparative and International Penology, red. R.P. Weiss & N. South, Gordon and Breach Publishers, Amsteldijk 1998, s. 263–289.